# El séptimo hijo
El séptimo hijo es la primera novela en inglés británico de la saga de Alvin Maker del escritor estadounidense Orson Scott Card. Fue escrita en 1987 y publicada en España por las editoriales Nova y Ediciones B, en traducción de Paula Tizzano. La serie está compuesta por un total de seis libros hasta la fecha (2007), aunque parece confirmarse la aparición de un nuevo libro. En ella se basa el disco conceptual de Iron Maiden, Seventh Son of a Seventh Son.

## Argumento
La saga de Alvin Maker transcurre en una América alternativa donde personajes históricos y crónicas de la época se mezclan con la magia que lejos de ser simple palabrería y superstición, tiene un poder más que probado. Sobre este marco se desarrolla la vida de Alvin Miller, protagonista de la saga, desde su nacimiento hasta su madurez. Las circunstancias del nacimiento de Alvin, ser séptimo hijo varón de un séptimo hijo varón, le conceden poderes mágicos mucho más poderosos que los de sus conciudadanos, familia y amigos, convirtiéndole en lo que llaman un Hacedor (Maker en inglés). A lo largo de toda la saga y ya desde su juventud, un enemigo invisible al que Alvin apodará el Deshacedor intentará acabar con su vida tanto directamente (a través del elemento del agua, con el que el Deshacedor tiene cierta afinidad) como utilizando a otras personas. 
En esta primera novela, desarrollada en los primeros años de vida de Alvin, este escapará de una muerte segura en manos del Deshacedor en varias ocasiones, gracias a la ayuda de una mano misteriosa cuya identidad ni él mismo conoce. Poco a poco deberá aprender a usar su poder para defenderse por sí solo del Deshacedor sin ayuda de su desconocido protector.
En este libro se basa el bajista Steve Harris para crear su álbum junto a la banda inglesa Iron Maiden "Seventh Son of a Seventh Son" el cual se considera como uno de los mejores álbumes conceptuales del mundo.
| Predecesor                              | Premios de El séptimo hijo                                    | Sucesor                                       |
| --------------------------------------- | ------------------------------------------------------------- | --------------------------------------------- |
| Soldado de la niebla de Gene Wolfe      | Premio Locus a la mejor novela de fantasía (1988)             | El profeta rojo de Orson Scott Card           |
| The Folk of the Air de Peter S. Beagle  | Mythopoeic Awards (1988)                                      | Unicorn Mountain de Michael Bishop            |
| Nicolas Eymerich de Valerio Evangelisti | Premi Robert Holdstock a la millor novel·la fantàstica (2000) | Los tejedores de cabellos de Andreas Eschbach |